# Джузеппе Дордоні
Джузеппе Дордоні (італ. Giuseppe Dordoni; нар. 28 червня 1926 — пом. 24 жовтня 1998) — італійський легкоатлет, який спеціалізувався в спортивній ходьбі.

## Із життєпису
Учасник чотирьох Олімпійських ігор (1948-1960).
Олімпійський чемпіон у спортивній ходьбі на 50 кілометрів (1952).
Посів 7-е місце у олімпійському заході в Мельбурні на 20 км (1956) та двічі був 9-м на Іграх-1948 у ходьбі на 10000 м та на Олімпіаді-1960 у ходьбі на 50 км.
Бронзовий призер першого Кубка світу зі спортивної ходьби у командному заліку (1961).
Дворазовий чемпіон Середземноморських ігор у ходьбі на 10000 м стадіоном (1951, 1955).
Учасник трьох чемпіонатів Європи (1950-1958), на яких найкращим результатом було чемпіонство 1950 року в спортивній ходьбі на 50 кілометрів.
26-разовий чемпіон Італії у різних дисциплінах спортивної ходьби.
По завершенні змагальної кар'єри перейшов на тренерську роботу. Найбільш визначальними з його підопічних були Абдон Памич (олімпійський чемпіон-1964 у ходьбі на 50 км) та Мауріціо Дамілано (олімпійський чемпіон-1980 у ходьбі на 20 км).
Входив до складу керівних органів Федерації легкої атлетики Італії та Комітету ІААФ зі спортивної ходьби.
Помер від раку, маючи 72 роки.

## Основні міжнародні виступи
| Рік  | Змагання               | Місто        | Місце | Дисципліна     | Примітки         |
| ---- | ---------------------- | ------------ | ----- | -------------- | ---------------- |
| 1948 | Олімпійські ігри       | Лондон       |       | ходьба 10000 м |                  |
| 1950 | Чемпіонат Європи       | Брюссель     | 1     | ходьба 50 км   |                  |
| 1951 | Середземноморські ігри | Александрія  | 1     | ходьба 10000 м |                  |
| 1952 | Олімпійські ігри       | Гельсінкі    | 1     | ходьба 50 км   | Відео на YouTube |
| 1954 | Чемпіонат Європи       | Берн         | —     | ходьба 50 км   | DNF              |
| 1955 | Середземноморські ігри | Барселона    | 1     | ходьба 10000 м |                  |
| 1956 | Олімпійські ігри       | Мельбурн     |       | ходьба 20 км   |                  |
| 1958 | Чемпіонат Європи       | Стокгольм    |       | ходьба 20 км   |                  |
| 1958 | —                      | ходьба 50 км | DNF   |                |                  |
| 1960 | Олімпійські ігри       | Рим          |       | ходьба 20 км   |                  |
| 1961 | Кубок світу з ходьби   | Лугано       |       | ходьба 20 км   |                  |

## Визнання
- Командор ордена «За заслуги перед Італійською Республікою» (1981)[2]
- Член Зали слави легкої атлетики Італії[en][3]
- Член Алеї слави італійського спорту (2015)[4]
- Золота медаль Національного олімпійського комітета Італії